# Lobelia santos-limae
Lobelia santos-limae är en klockväxtart som beskrevs av Alexander Curt Brade. Lobelia santos-limae ingår i släktet lobelior, och familjen klockväxter. Inga underarter finns listade i Catalogue of Life.